# Vitbrynad snårskvätta
Vitbrynad snårskvätta (Cossypha heuglini) är en fågel i familjen flugsnappare inom ordningen tättingar. Den förekommer i skogslandskap i Afrika söder om Sahara. Beståndet anses vara livskraftigt.

## Utseende och läte
Vitbrynad snårskvätta är en stor medlem av släktet (19–20 cm), med lysande brandgult på undersida och i ett halsband samt en mörk ögonmask och hjässa som delas av ett brett vitt ögonbrynsstreck. Rygg och vingar är olivgrå. Arten är lik höglandssnårskvättan, men denna är mindre och har bruna centrala stjärtpennor, ej svarta. Blåskuldrad snårskvätta är än mindre och har som namnet avslöjar diagnostiskt blåglänsande skuldror. Lätet består av en serie "puu-deet, puu-deet, puu-deet" som växer i styrka i ett karakteristiskt crescendo, ofta med inblandade varierade ljud och härmningar från andra arter.

## Utbredning och systematik
Vitbrynad snårskvätta har ett stort utbredningsområde i Afrika söder om Sahara. Fågeln delas in i tre underarter med följande utbredning:
- Cossypha heuglini heuglini – förekommer från södra Tchad, västra Sudan och Centralafrikanska republiken österut till Etiopien och söderut till Angola, norra Botswana, Zambia, Zimbabwe och norra Sydafrika
- Cossypha heuglini subrufescens – förekommer från Gabon till norra Angola och västligaste Kongo-Kinshasa
- Cossypha heuglini intermedia – förekommer från kustnära östra Somalia söderut utmed kusten till nordöstra Sydafrika (KwaZulu-Natal)

### Familjetillhörighet
Liksom alla snårskvättor men även fåglar som rödhake, näktergalar, stenskvättor, rödstjärtar och buskskvättor behandlades vitbrynad snårskvätta tidigare som en trast (Turdidae), men genetiska studier visar att den tillhör familjen flugsnappare (Muscicapidae).

## Levnadssätt
Arten föredrar snåriga områden i skogslandskap. Där födosöker de på marken och sjunger från medelhög höjd i träden.

## Status och hot
Arten har ett stort utbredningsområde, men tros minska i antal, dock inte tillräckligt kraftigt för att den ska betraktas som hotad. Internationella naturvårdsunionen IUCN listar arten som livskraftig (LC).

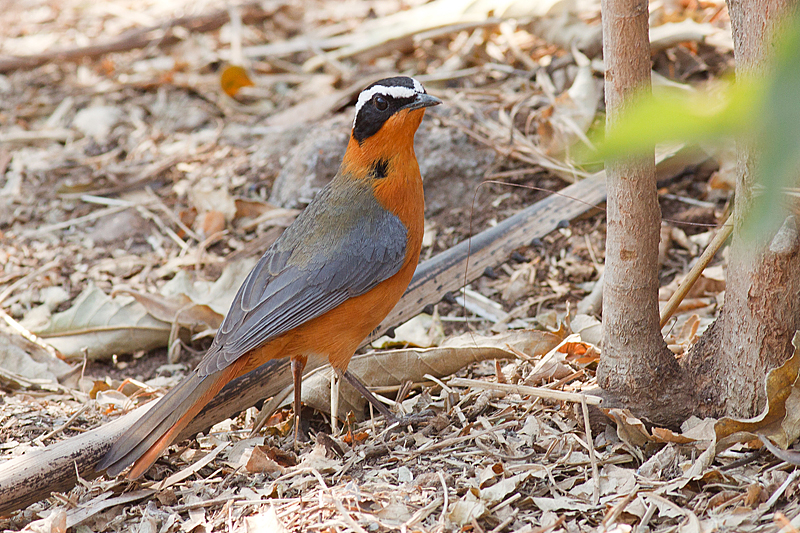

## Namn
Fågelns vetenskapliga artnamn hedrar Martin Theodor von Heuglin (1824-1876), tysk upptäcktsresande och ornitolog verksam i Sudan, Abessinien and Somaliland.